# Praon barbatum
Praon barbatum är en stekelart som beskrevs av Mackauer 1967. Praon barbatum ingår i släktet Praon och familjen bracksteklar. Arten är reproducerande i Sverige. Inga underarter finns listade i Catalogue of Life.